# Helianthemum antitauricum
Helianthemum antitauricum är en solvändeväxtart som beskrevs av Peter Hadland Davis och Coode. Helianthemum antitauricum ingår i släktet solvändor, och familjen solvändeväxter. Inga underarter finns listade i Catalogue of Life.